# Malek Mīān
Malek Mīān (persiska: ملک میان) är en ort i Iran.   Den ligger i provinsen Gilan, i den norra delen av landet, 170 km nordväst om huvudstaden Teheran. Malek Mīān ligger 14 meter över havet och antalet invånare är 677.
Terrängen runt Malek Mīān är varierad.Runt Malek Mīān är det ganska tätbefolkat, med 129 invånare per kvadratkilometer. Närmaste större samhälle är Ramsar, 18,3 km sydost om Malek Mīān. I omgivningarna runt Malek Mīān växer i huvudsak blandskog.